# Novaggio
Novaggio é uma comuna da Suíça, no Cantão Tessino, com cerca de 737 habitantes. Estende-se por uma área de 4,4 km², de densidade populacional de 168 hab/km². Confina com as seguintes comunas: Aranno, Astano, Bedigliora, Curio, Dumenza (IT-VA), Miglieglia.
A língua oficial nesta comuna é o Italiano.